# 临县站
临县站位于中华人民共和国山西省吕梁市临县安业乡，是瓦日铁路和太中银铁路吕临支线上的火车站，由中国铁路太原局集团临汾综合段管辖。

## 車站周邊
- 安业中学
- 临县农村信用合作联社安业信用社
- 安业小学
- 湫水河
- 安业乡人民政府

## 外部連結
- 中国铁路客户服务中心（页面存档备份，存于）